# Талъдига (окръг, Алабама)
Окръг Талъдига (на английски: Talladega County) е окръг в щата Алабама, Съединени американски щати. Площта му е 1968 km², а населението – 82 149 души (1 април 2020). Административен център е град Талъдига.